# 清川和彦
清川 和彦（きよかわ かずひこ、1981年7月28日 - ）は、日本のアイスホッケー選手。北海道苫小牧市出身。
ポジションは ゴールキーパー。白樺学園高等学校卒業。B型。

## 経歴
雪印→札幌ポラリス→日光神戸アイスバックス→王子製紙を経て、2008年日本製紙クレインズ入団。2014-2015シーズンより日光アイスバックスに9年ぶりに復帰。